# Sudamericano Juvenil B de Rugby 2008
El Sudamericano Juvenil B de Rugby del 2008 se celebró en São José dos Campos, Brasil y fue el primer torneo juvenil con selecciones en desarrollo que se siguió disputando anualmente siempre bajo la órbita de la Confederación Sudamericana de Rugby.
El torneo (que originalmente se iba a disputar en marzo y debió postergarse por problemas logísticos y económicos) lo ganó Brasil quien contaba con más experiencia que sus rivales en torneos continentales de jóvenes. El equipo local había participado en varias ediciones del Juvenil de Rugby desde su primera edición en 1972, y una vez en el de menores de 21 años M21 1998.
Perú sólo había competido en los M21 de 1998 y 1999. Los Tucancitos colombianos hicieron su debut en sudamericanos juveniles al igual que Venezuela, luego de que 9 años atrás desistió a último momento de participar en el M21 1999 aun estando inscrita.

## Equipos participantes
- Selección juvenil de rugby de Brasil (Brasil M18)
- Selección juvenil de rugby de Colombia (Tucanes M18)
- Selección juvenil de rugby de Perú (Tumis M18)
- Selección juvenil de rugby de Venezuela (Orquídeas M18)

## Posiciones[5]
| Pos. | Equipo    | Encuentros | Encuentros | Encuentros | Encuentros | Tantos  | Tantos    | Tantos     | Puntos Bonus | Puntos Totales |
| Pos. | Equipo    | jugados    | ganados    | empatados  | perdidos   | a favor | en contra | diferencia | Puntos Bonus | Puntos Totales |
| ---- | --------- | ---------- | ---------- | ---------- | ---------- | ------- | --------- | ---------- | ------------ | -------------- |
| 1    | Brasil    | 3          | 3          | 0          | 0          | 128     | 16        | + 112      | 2            | 11             |
| 2    | Colombia  | 3          | 2          | 0          | 1          | 85      | 44        | + 41       | 2            | 9              |
| 3    | Perú      | 3          | 1          | 0          | 2          | 29      | 89        | - 60       | 1            | 6              |
| 4    | Venezuela | 3          | 0          | 0          | 3          | 44      | 127       | - 83       | 1            | 4              |

Nota: Se otorgan 3 puntos al equipo que gane un partido, 2 al que empate y 1 al que pierda
Puntos Bonus: 1 punto por convertir 4 tries o más en un partido y 1 al equipo que pierda por no más de 7 tantos de diferencia

## Resultados

### Primera fecha
| 27 de julio 18:00 | Brasil | 55 - 8  | Venezuela |  |  |
|                   |        | Reporte |           |  |  |

| 28 de julio 12:00 | Perú | 5 - 29 | Colombia |  |  |

### Segunda fecha[6]
| 30 de julio 18:00 | Venezuela | 19 - 24 | Perú |  |  |
|                   |           | Reporte |      |  |  |

| 30 de julio 20:00 | Brasil | 22 - 8 | Colombia |  |  |

### Tercera fecha
| 2 de agosto 16:00 | Venezuela | 17 - 48 | Colombia |  |  |

| 2 de agosto 18:00 | Brasil | 41 - 0 | Perú |  |  |

| Bandera de Brasil |
| Campeón Brasil    |
| Primer título     |